# Mediolata brevisetis
Mediolata brevisetis är en spindeldjursart som beskrevs av Charles Thorold Wood 1967. Mediolata brevisetis ingår i släktet Mediolata och familjen Stigmaeidae. Inga underarter finns listade i Catalogue of Life.